# 평주 박씨
평주 박씨(平州朴氏)는 황해북도 평산군을 본관으로 하는 한국의 성씨이다. 시조 박수경(朴守卿)은 박혁거세의 후손으로 전해지며, 고려의 원윤으로서 평주에 침입한 후백제의 견훤을 격퇴한 공으로 개국공신 평주군에 봉해졌다.

## 참고 자료
- “평주박씨(平州朴氏)”. 뿌리를 찾아서.[깨진 링크(과거 내용 찾기)]